# Gellivare sockens hembygdsförening
Gellivare sockens hembygdsförening är en svensk hembygdsförening i Gällivare.
Gellivare sockens hembygdsförening äger och driver Gällivare hembygdsområde vid Vassaraälven. Marken har skänkts av Gällivare kommun. På hembygdsområdet har uppförts byggnader från olika byar inom Gällivare kommun, vilka avspeglar utvecklingen i socknen från mitten av 1800-talet.
Hembygdsföreningen äger också och driver det 1757 anlagda frälsehemmanet Abborrträsk vid Abborrträsket i Peltovaara mångfaldspark. Det köptes av hembygdsföreningen från SCA 1990. Hemmanet betalade skatt till kronan genom dagsverken i form av  malmtransporter.
Hembygdsföreningens samlingar finns på Gällivare museum, som drivs av Gällivare kommun.